# Kamila Rajdlová
Kamila Rajdlová, née le 22 avril 1978 à Liberec, est une fondeuse tchèque. Elle a participé à trois éditions des Jeux olympiques d'hiver en 2002, 2006 et 2010. Elle a commencé en Coupe du monde en 1996 et a obtenu un podium en relais en décembre 2006 à La Clusaz.

## Palmarès

### Jeux olympiques d'hiver
| Épreuve / Édition      | Sprint                           | Sprint                           | 15 km puis 10 km                 | 15 km puis 10 km                 | Poursuite 2 × 7,5 km | 30 km | Relais | Relais   |
| Épreuve / Édition      | libre                            | classique                        | libre                            | classique                        | Poursuite 2 × 7,5 km | 30 km | Sprint | 4 × 5 km |
| JO 2002 Salt Lake City | —                                | Épreuve inexistante à cette date | 26e                              | Épreuve inexistante à cette date | 45e                  | 27e   | —      | 4e       |
| JO 2006 Turin          | —                                | Épreuve inexistante à cette date | Épreuve inexistante à cette date | 32e                              | —                    | 31e   | 12e    | 6e       |
| JO 2010 Vancouver      | Épreuve inexistante à cette date | —                                | 25e                              | Épreuve inexistante à cette date | 23e                  | —     | —      | 12e      |

Légende :
- : pas d'épreuve
- — : Non disputée par Rajdlová

### Championnats du monde
Elle a pris part à six championnats du monde entre 1999 et 2009 et a notamment fini 11e du 30 kilomètres classique en 2007.

### Coupe du monde
- Meilleur classement général : 32e en 2009.
- 1 podium en relais.
- Meilleur résultat individuel : 10e.